# Daniel Örlund
Daniel Örlund, född 23 juni 1980 i Stockholm, är en svensk före detta fotbollsmålvakt som senast spelade i IF Brommapojkarna. 
Under AIK:s sejour i Superettan år 2005 fick Örlund för första gången chansen att spela, då han tidigare varit reservmålvakt, och under säsongen 2006 var han AIK:s förstemålvakt.

## Biografi
Örlund fostrades i Enskede IK, och tog som 15-åring steget till Spårvägens FF där han debuterade i division 2 2000. Efter spel i division 2 kom han till AIK inför säsongen 2002. Det blev dock inga tävlingsmatcher med A-laget det året. I sin första träningsmatch mötte AIK norska Lilleström SK och Örlund släppte in tre mål på tolv minuter under den första halvan av den första halvleken.
2003 fick han dock chansen då han var målvakt i matchen mot Carlstad United i Svenska cupen. Han fick även chansen mot BK Häcken i den efterföljande matchen, och då höll han nollan för första gången i AIK-tröjan.
Under 2004 lånades han ut till FC Café Opera i Superettan för att få mer speltid. Han spelade 25 av 30 matcher och höll nollan i sju av dessa. AIK tog in honom till spel i den allra sista omgången av Allsvenskan det året, mot Trelleborg, och han fick göra allsvensk debut.
Under året i Superettan fick Örlund sitt genombrott, och han höll nollan i 13 av de 29 matcher han spelade. Säsongen efter etablerade han sig som en bra allsvensk målvakt. Han blev även nominerad till priset "Årets Målvakt" som delas ut på fotbollsgalan.
Under året 2008 lånades han ut till Fredrikstad i Norge för att hitta formen. Samtidigt så köptes Tomi Maanoja in till AIK, tänkt som förstemålvakt. Efter tiden i Norge återvände Daniel till AIK i hopp om att ta tillbaka platsen som förstemålvakt.
I en träningsmatch mot Assyriska FF skadade Maanoja sig mycket allvarligt och skulle därför missa hela den kommande säsongen. Detta resulterade i att Örlund återigen blev förstemålvakt.
Örlund blev uttagen till den svenska januari-turnén i Oman av Erik Hamrén. Där fick Örlund debutera i landslaget i matchen mot Oman som slutade 1-0 till Sverige och spelades den 20 januari 2010.
Den 4 mars 2016 blev Örlund klar för Brommapojkarna som åkte ur Superettan 2015.
Efter den aktiva spelarkarriären blev han målvaktstränare i Djurgårdens damlag.